# Jump5
Jump5（ジャンプ・ファイヴ）は、アメリカのアイドル・ダンスグループである。1999年に結成。ブランドン・ハージェストとブリタニー・ハージェストの兄妹、クリス・フェダン、レスリー・ムーア、リビー・ホッジスの5人のメンバーにより構成されていた。2004年にリビー・ホッジスが脱退し、ナターシャ・ノアックが一時的にグループに加わったが、最終的には残った4人のメンバーでグループを継続した。2007年12月、グループを解散。

## 概要
アメリカのTV番組『Radio Disney』の出演やディズニー映画とのタイアップカバー曲などのヒットでティーンエイジャーの支持を集め、全世界で合計1,400万枚をセールスを記録した。

## メンバー
- ブランドン・ハージェスト (Brandon Hargest)
- ブリタニー・ハージェスト (Brittany Hargest)
- クリス・フェダン (Chris Fedun)
- レスリー・ムーア (Lesley Moore)
- リビー・ホッジス (Libby Hodges) ※2004年脱退
- ナターシャ・ノアック (Natasha Noack) ※2004年、一時的に加入

## ディスコグラフィ

### スタジオ・アルバム
- Jump5 (2001年)
- All the Time in the World (2002年)
- All the Joy in the World (2002年)
- Accelerate (2003年)
- Mix It Up (2004年)
- Dreaming in Color (2004年)
- Rock This Christmas (2005年)
- Hello & Goodbye (2007年)